# Feira Nacional da Soja
A Feira Nacional da Soja (Fenasoja) é uma feira de agronegócios que é realizada a cada dois anos no Parque de Exposições de Santa Rosa, no Rio Grande do Sul, Brasil. É considerada um dos principais agentes do desenvolvimento da região noroeste do estado, tendo um valor total de investimentos orçado em aproximadamente 2,4 milhões de reais em 2020.